# Mlenge
Mlenge ist ein Verwaltungsbezirk (englisch Ward) des Distrikts Iringa in der tansanischen Region Iringa.

## Geografie
Mlenge liegt im südlichen Hochland von Tansania etwa 70 Kilometer Luftlinie nordwestlich der Regionshauptstadt Iringa. Das wichtigste Gewässer ist der Große Ruaha, der die Grenze im Norden bildet. Der Bezirk grenzt im Norden an die Region Dodoma, im Osten an Mboliboli, im Südosten an Itunundu und Ilolompya, im Süden an Mlowa und im Westen an Idodi. Bei der Volkszählung 2022 lebten 14.055 Menschen in 2996 Haushalten auf einer Fläche von 1795 Quadratkilometern.

## Gliederung
Der Bezirk besteht aus vier Gemeinden (swahili Mtaa) mit 22 Orten (Kitongoji):
| Kisanga - Mawindi - Kilangililo - Lyanika - Lambalyelu - Kisanga - Magwagu - Kilala | Magombwe - Kigani - Mlenge A - Mlenge B - Magombwe - Mbugani | Kinyika - Mkwajuni - Kinyika - Mbuyuni - Majengo - Luaha | Isele Pawaga - Isele - Kikuruhe - Chaliganza - Kisololoka - Mbigama |

## Infrastruktur
- Bildung: Im Bezirk befindet sich trotz seiner Größe keine weiterführende Schule.[8]
- Gesundheit: In den Gemeinden Kisanga,[9] Kinyika[10] und Isele[11] liegen staatliche Apotheken.